# 栃木県道71号羽生田上蒲生線
栃木県道71号羽生田上蒲生線（とちぎけんどう71ごう はにゅうだかみかもうせん）は、栃木県下都賀郡壬生町から河内郡上三川町に至る県道（主要地方道）である。

## 概要
壬生町羽生田から上三川町上蒲生まで、国道352号と並行して壬生町・下野市・上三川町の3市町を横断する道路。沿線には北関東道壬生ICや宇都宮貨物ターミナル駅、石橋第二工業団地が存在し、国道4号や新4号バイパスといった幹線道路と接続することから、トラックなど大型車両の交通量が多い。
壬生町・下野市境付近から東側、国道4号線までの約1.5 kmのバイパスが北関東道の側道部分として供用されている。
また、壬生総合運動公園北交差点からおもちゃのまち交差点までのバイパス区間は2000年（平成12年）の北関東道壬生IC開設および沿線の壬生総合公園における全国都市緑化フェア開催に伴い整備された新道である。壬生総合運動公園北交差点から西側は羽生田地区の産業団地事業に伴うバイパス建設の構想があり、2013年3月23日に羽生田地区の産業団地まで暫定2車線で開通した。

### 路線データ
- 総延長：15.035 km（新道区間を除く）
- 実延長：12.739 km（新道区間を除く）
- 起点：栃木県下都賀郡壬生町大字羽生田（栃木県道3号宇都宮亀和田栃木線交点）
- 終点：栃木県河内郡上三川町大字上蒲生（上蒲生中交差点＝新4号国道交点）
- 認定：1990年（平成2年）3月31日

## 歴史
- 1993年（平成5年）5月11日 - 建設省から、県道羽生田上蒲生線が羽生田上蒲生線として主要地方道に指定される[2]。

## 路線状況

### 重複区間
- 栃木県道2号宇都宮栃木線（下都賀郡壬生町・国谷駅入口交差点 - おもちゃのまち交差点）
- 栃木県道65号鹿沼下野線（下野市下古山 地内）

### 道の駅
- 道の駅みぶ

## 地理

### 通過する自治体
- 下都賀郡壬生町
- 下野市
- 河内郡上三川町

### 交差する道路
- 栃木県道3号宇都宮亀和田栃木線（起点）

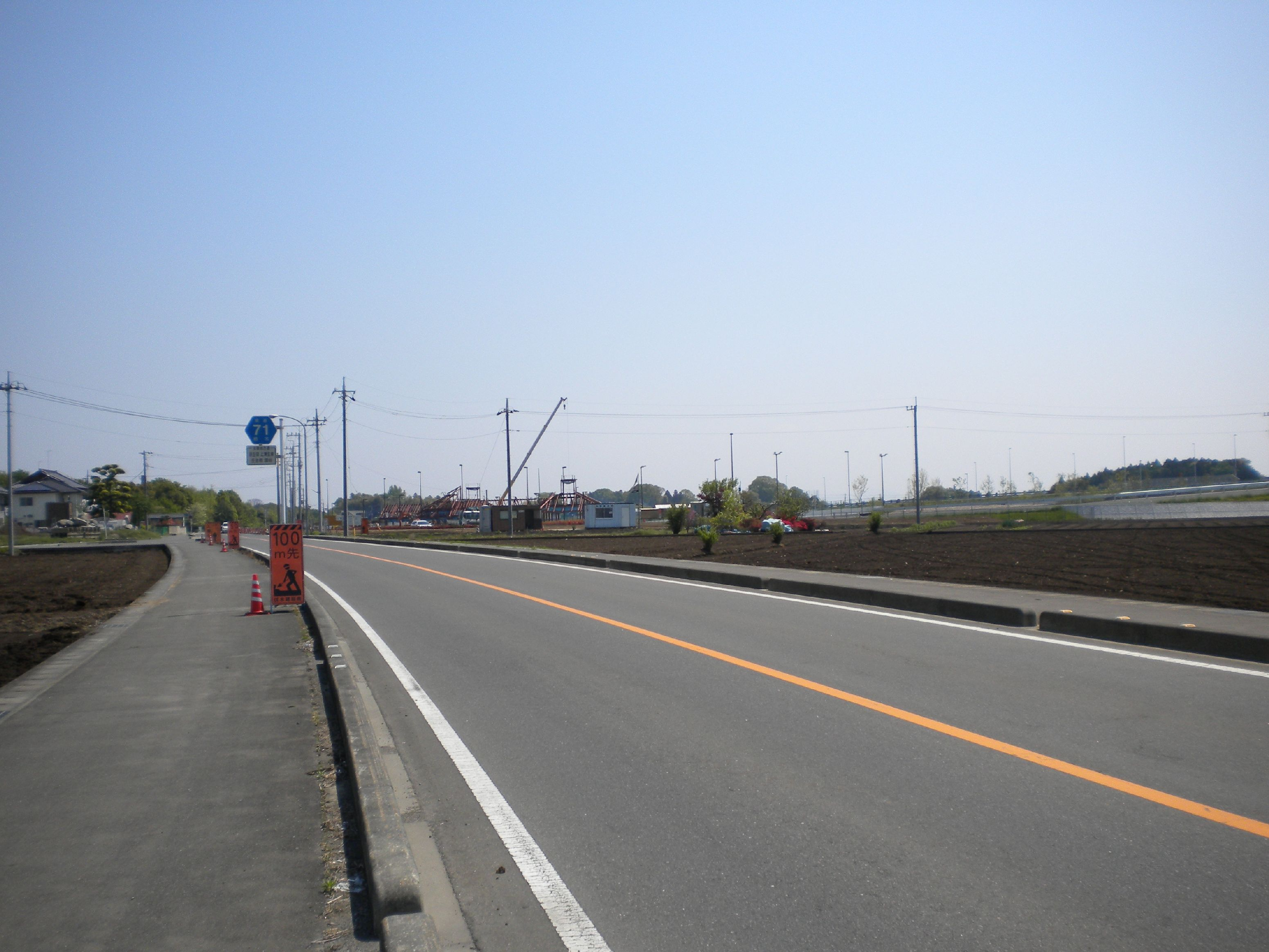
壬生町国谷付近
奥は建設中の北関東道ハイウェイオアシス

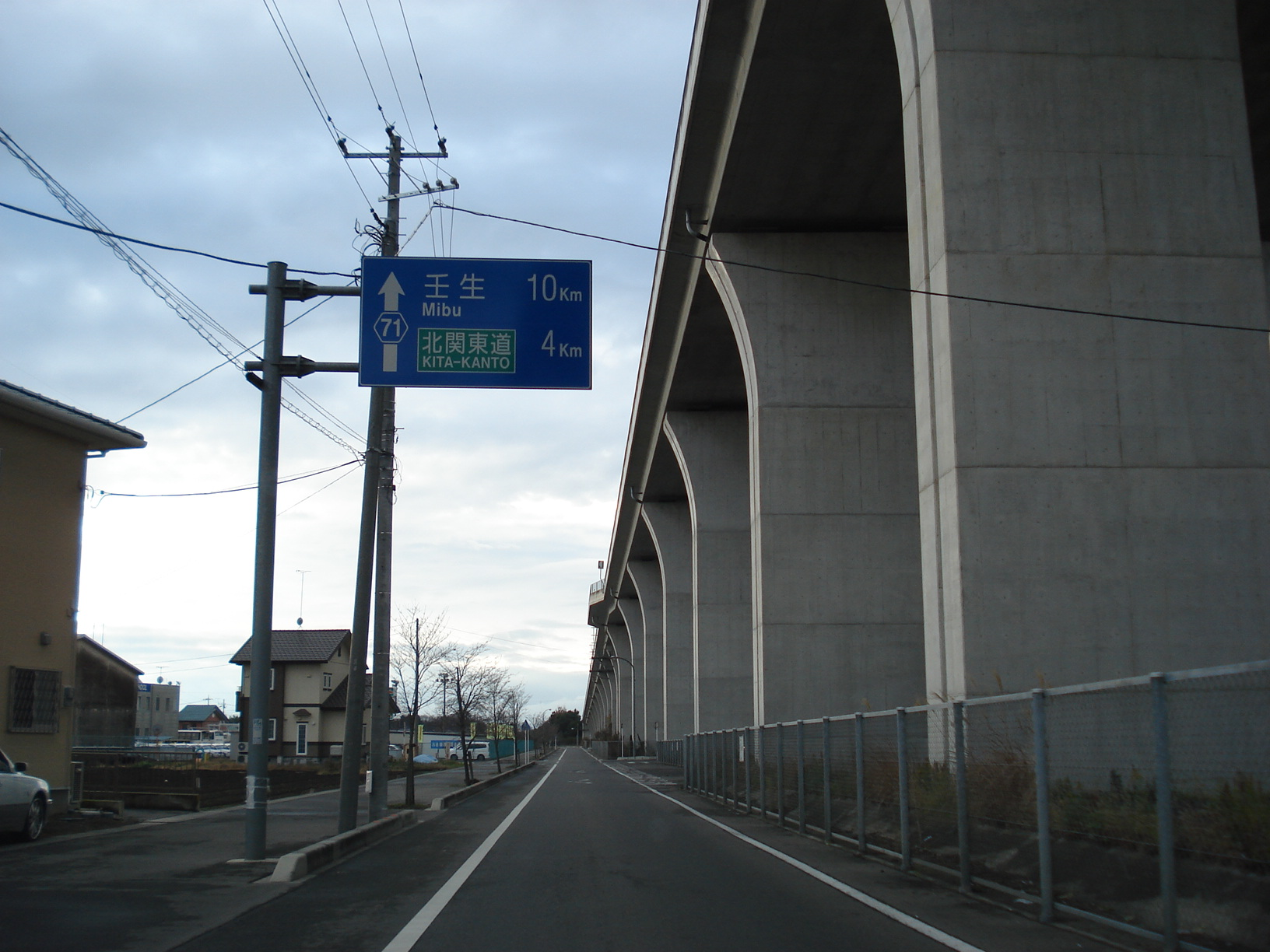
下野市下古山付近（バイパス部）

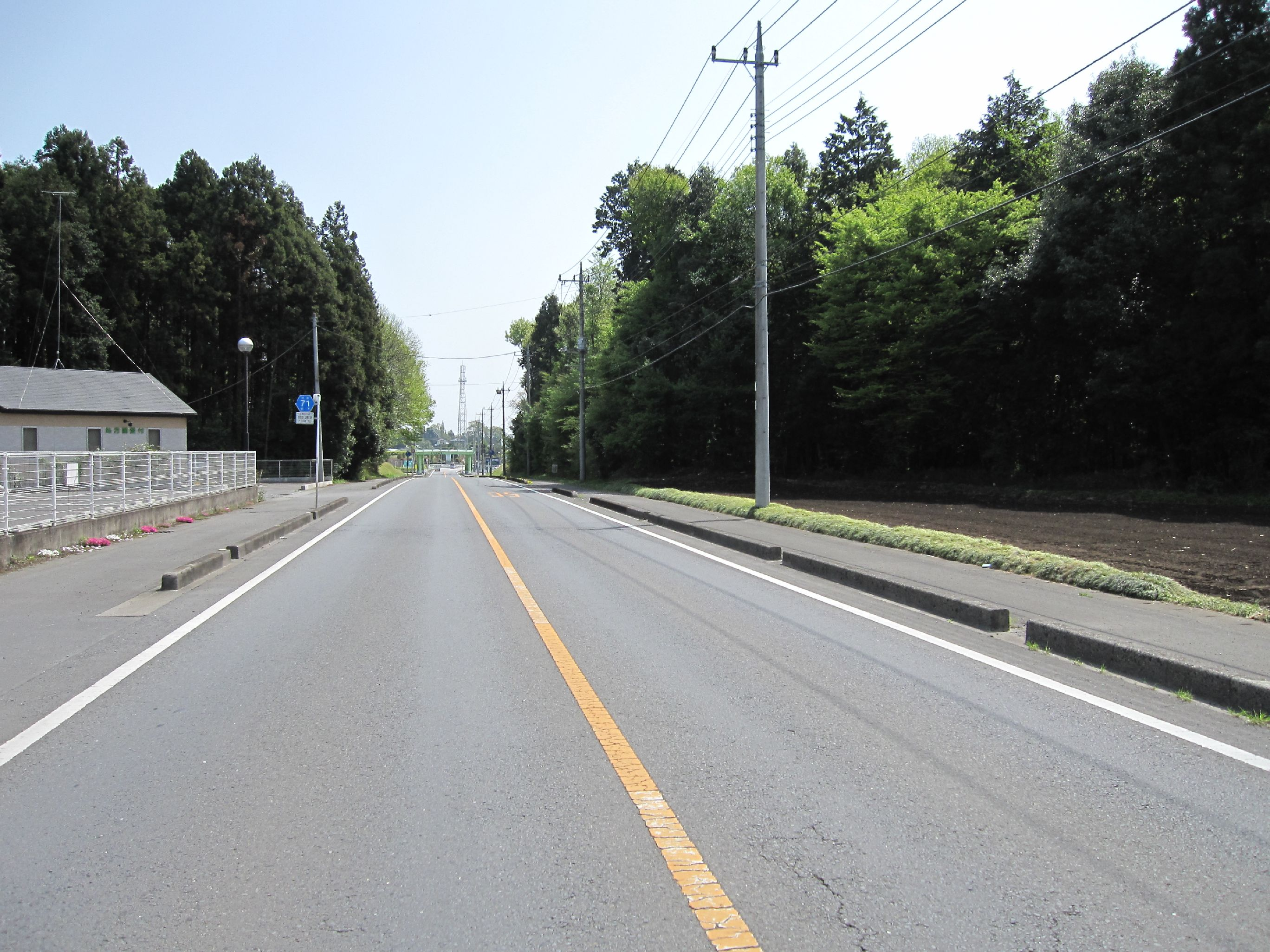
上三川町大山付近

- 栃木県道172号上田壬生線（下都賀郡壬生町・国谷新田交差点）
- 栃木県道2号宇都宮栃木線・栃木県道301号国谷停車場線（下都賀郡壬生町・国谷駅入口交差点）
- 栃木県道2号宇都宮栃木線・栃木県道71号羽生田上蒲生線 バイパス（下都賀郡壬生町・おもちゃのまち交差点）
- 栃木県道65号鹿沼下野線（下野市下古山）
- 栃木県道65号鹿沼下野線（下野市下古山）
- 国道4号（下野市下古山交差点）
- 新4号国道（終点）

バイパス
- 栃木県道3号宇都宮亀和田栃木線・栃木県道155号羽生田鶴田線（下都賀郡壬生町中泉）
- 栃木県道172号上田壬生線（下都賀郡壬生町助谷・壬生総合運動公園北交差点）
- 栃木県道340号壬生インター線（北関東自動車道 壬生ICに接続）
- 栃木県道2号宇都宮栃木線・栃木県道71号羽生田上蒲生線 現道（下都賀郡壬生町・おもちゃのまち交差点）